# El Hierro
El Hierro (Nederlands, historisch: Ferro) is het meest zuidwestelijke eiland van de Canarische Eilanden, een archipel in de Atlantische Oceaan. Het behoort tot Spanje. Het eiland wordt ook wel La Isla Chiquita, oftewel het kleine eiland, genoemd en deze naam dankt het aan het feit dat Ferro het kleinste van de bewoonde Canarische Eilanden is.

## Geschiedenis
El Hierro werd eeuwenlang beschouwd als de meest westelijke punt van de wereld. De oude meridiaan van Ptolemaeus loopt om die reden door het eiland. Voordat de Spaanse veroveraars het eiland inlijfden, werd El Hierro bevolkt door Bimbachestammen. Zij woonden in hutten en grotten en leefden van het land en de zee. Toen de Spaanse troepen het eiland innamen, werden de oorspronkelijke bewoners tot slaaf gemaakt. In latere tijden werden vijanden van de Spaanse staat naar het eiland verbannen.

### Vulkanische activiteit 2011 / 2012
In september 2011 bereidden de autoriteiten van het eiland zich voor op een mogelijke vulkanische uitbarsting. Sinds 19 juli van dat jaar werd er toenemende seismische activiteit waargenomen op het eiland, vooral rond de belangrijkste vulkaan, de Tanganasoga. In het geval van een uitbarsting zouden in korte tijd 4000 mensen geëvacueerd moeten worden. Uiteindelijk kwam het niet tot een uitbarsting op het eiland. Wel was er een groot aantal (kleine) aardbevingen. Onder water, ongeveer 2 km uit de kust van El Hierro, was inmiddels wel een uitbarsting begonnen. Waar de oceaanbodem zich voorheen zo'n 150 m tot 180 m onder zeeniveau bevond, werd de hoogste top van de nieuwe kegelvormige vulkaan Tagoro in april 2012 gemeten op 86 m onder zeeniveau. Van seismologische activiteit in het gebied is inmiddels vrijwel geen sprake meer, maar in theorie zou de vulkaan op termijn nog verder omhoog kunnen komen en zo een nieuw eiland vormen.
Rond de Tagoro is in 2024 een maritiem nationaal park gecreëerd: Mar de las Calmas (zee van stilte). Dit park van 24.000 ha. herbergt tropische en subtropische diepzeesoorten.

## Geografie

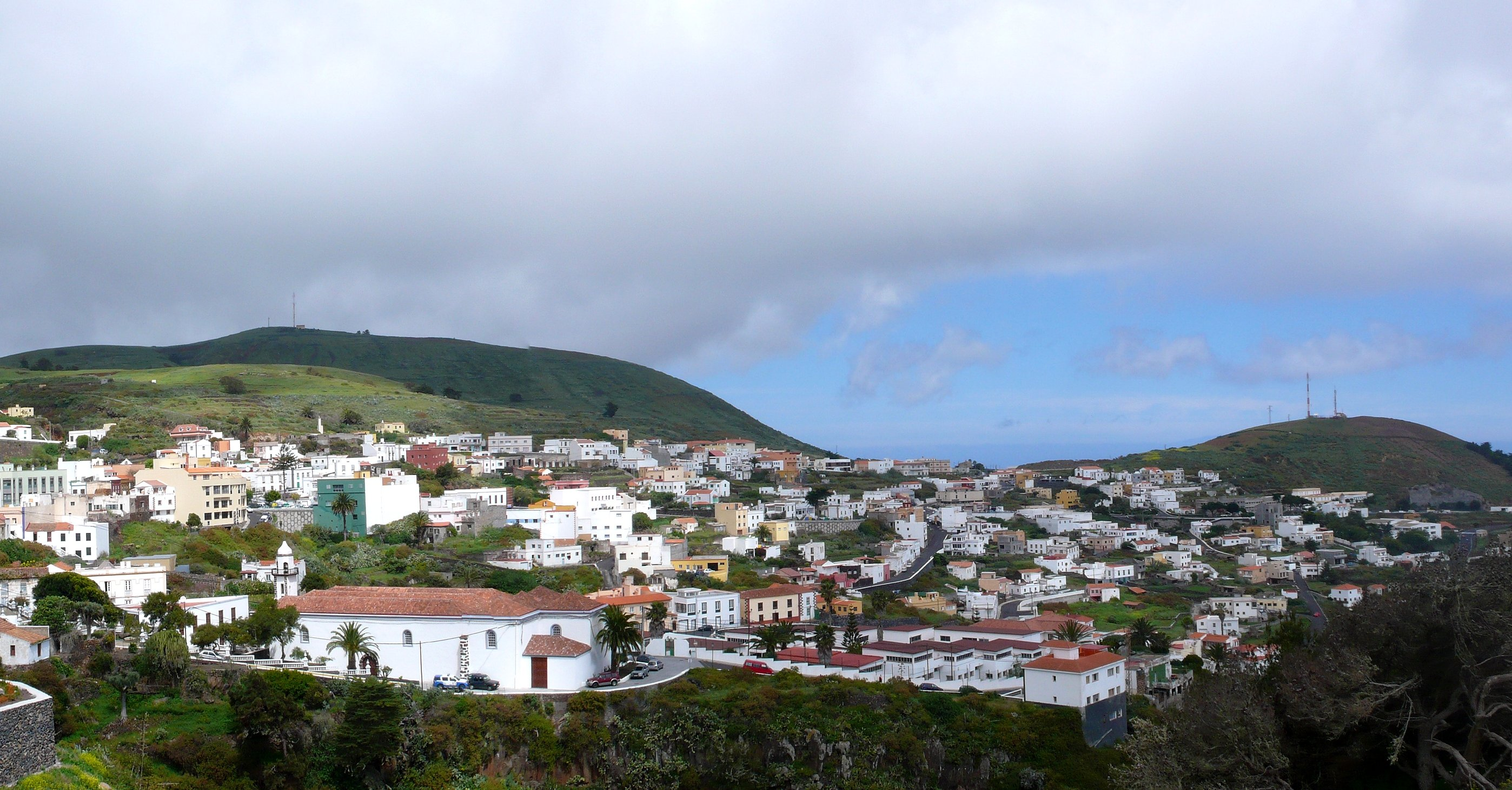
Valverde

Zoals alle Canarische Eilanden is El Hierro van vulkanische oorsprong, erg bergachtig, en zijn er aan de kust zeer hoge kliffen. Aan de basis ervan liggen twee grote schildvulkanen, Tiñor en El Golfo, die tussen 1,2 miljoen en 156.000 jaar geleden de zeespiegel doorbraken. Het eiland dankt zijn huidige vorm aan meerdere aardverschuivingen. Tijdens de laatste aardverschuiving, die tussen 130.000 en 13.000 jaar geleden plaatsvond, brak ongeveer een derde van het noordelijk deel van het eiland af en gleed weg in zee. Hierbij ontstond een 26 km lange klif die de de huidige baai El Golfo omsluit.
De hoogste bergtop op die klif is de Pico de Malpaso (1501 m).
In de hoofdstad Valverde ligt een klein vliegveld en vertrekt een veerboot naar Tenerife.

### Bestuurlijke indeling
Het eiland hoort bij de provincie Santa Cruz de Tenerife, en is opgedeeld in drie gemeenten: Valverde in het noordoosten, Frontera in het noordwesten, en El Pinar de El Hierro in het zuidwesten (deze laatste gemeente is in 2007 gecreëerd door een afsplitsing van Frontera).

## Klimaat
El Hierro kent net als de andere Canarische Eilanden een mild klimaat. Op het eiland is het vaak mistig en zeker hoger gelegen dorpjes worden soms geheel in mist gehuld. De nachten op El Hierro zijn koeler dan op de andere eilanden.

## Economie
Industrie kent het eiland niet. De bevolking leeft van landbouw, visserij en ambachten. Evenals op het nabijgelegen La Gomera is het toerisme weinig ontwikkeld, waaraan de moeilijke bereikbaarheid en afwezigheid van zandstranden debet zijn.
Verder vindt er nog enige wijnbouw plaats. (Zie daarvoor het artikel wijnbouw op de Canarische Eilanden.)

## Energie
Er is een project gaande om het eiland volledig in zijn eigen energiebehoefte te laten voorzien.
Een combinatie van windmolens en een waterkrachtcentrale moet 11,5 megawatt gaan opwekken voor energie die onder andere nodig is voor de waterontziltingsinstallatie. Bij een overschot aan windenergie wordt water 700 meter opgepompt naar een krater. Bij windstilte wordt het water via de waterkrachtcentrale naar een lager gelegen basis geloosd. Daarbij moet dan 11,3 MW opgewekt worden.
Het systeem moet een einde maken aan de import van ongeveer veertigduizend vaten ruwe olie. Dit wordt nu nog niet gehaald. In 2016 werd ongeveer 40% van de benodigde stroom door dit systeem opgewekt.

## Afbeeldingen

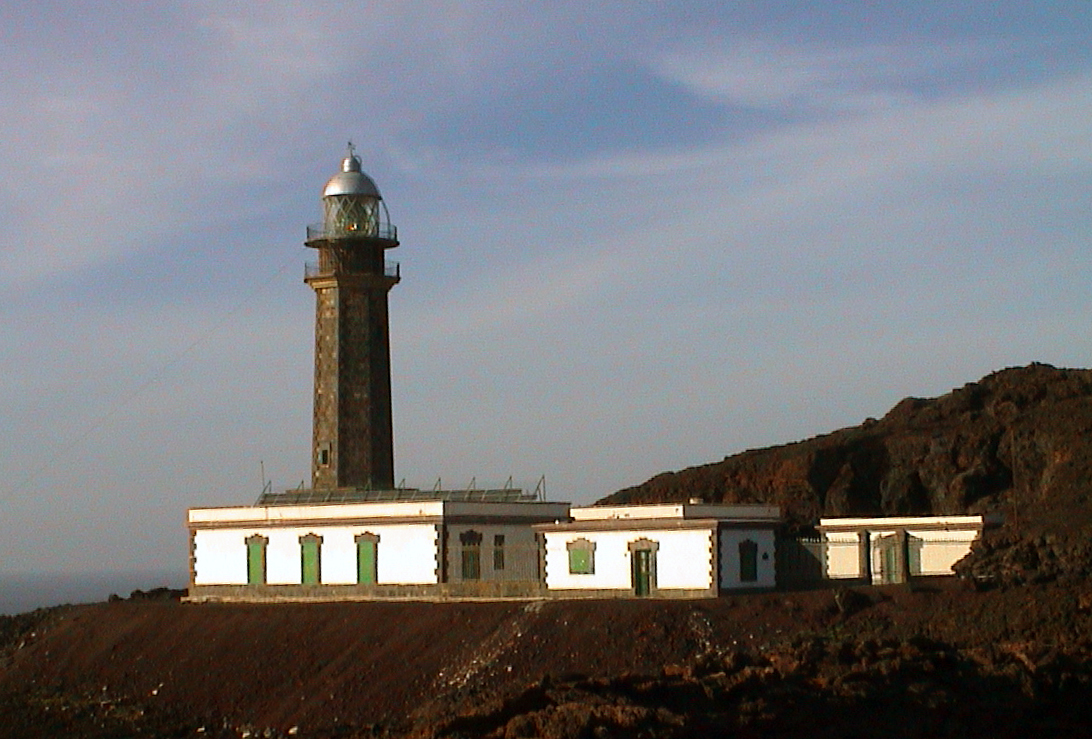
Faro de Orchilla
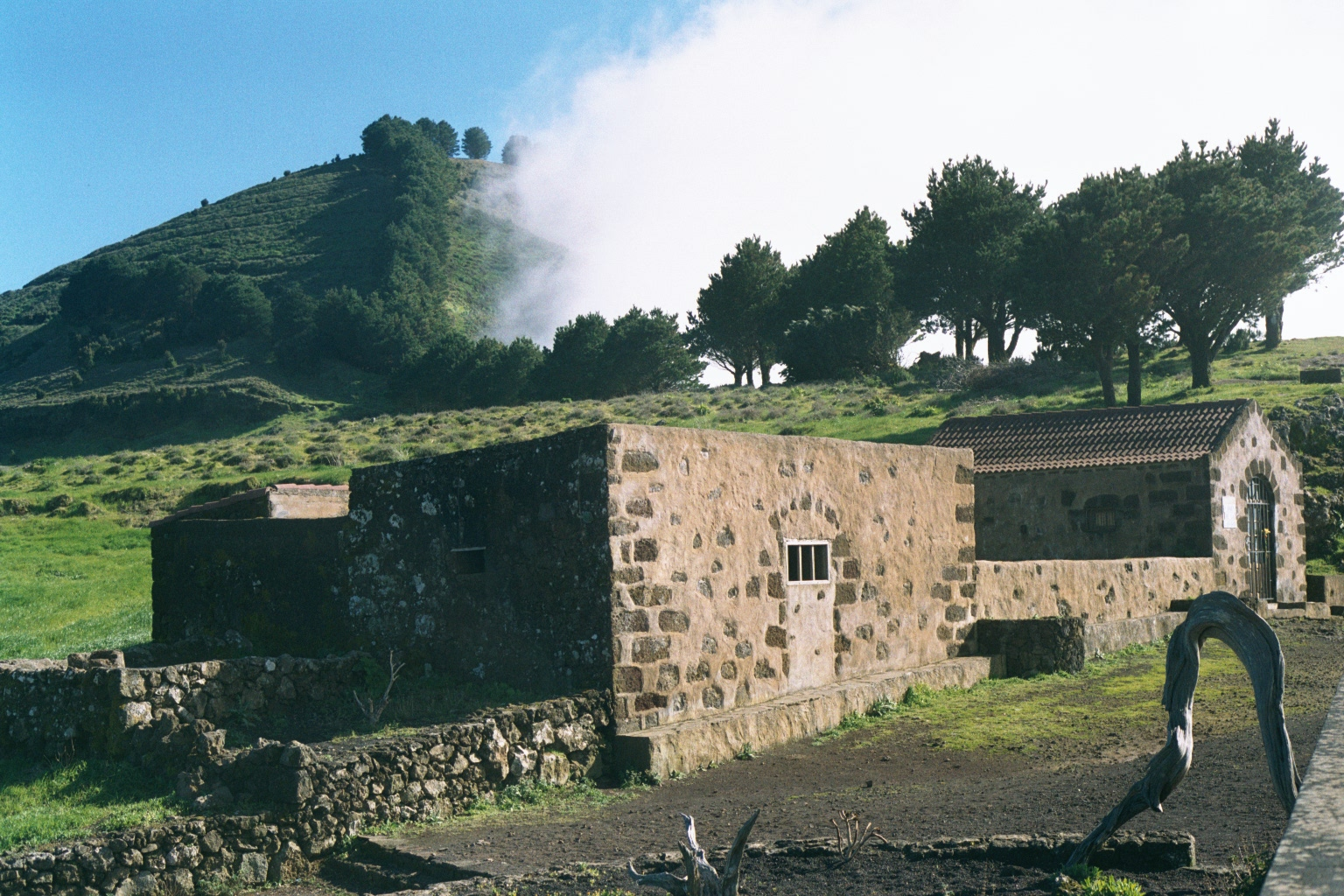
Virgen de la Caridad
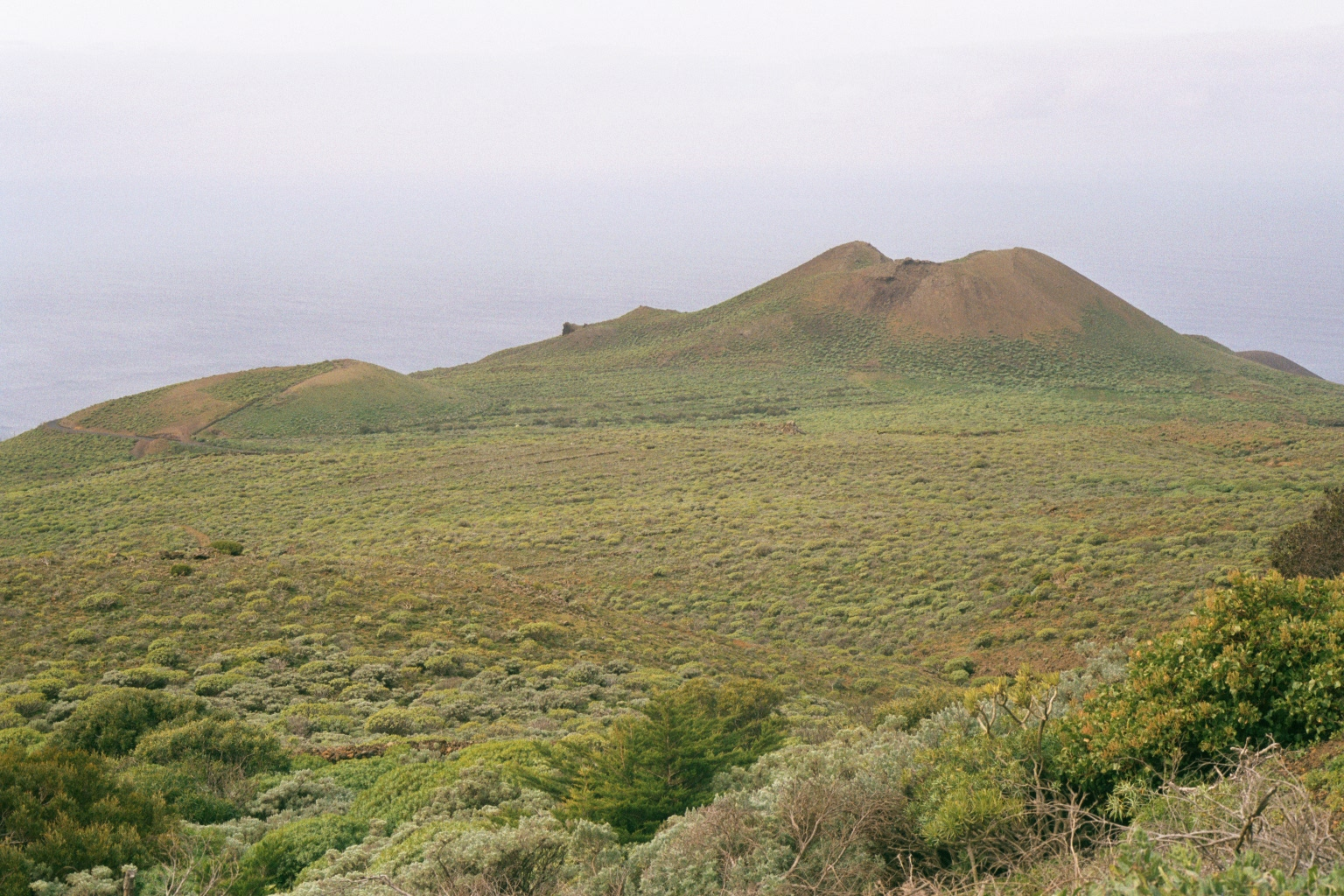
De westkant van het eiland

El Pinar de El Hierro · La Frontera · Valverde